# Georocel
Georocel – wieś w Rumunii, w okręgu Dolj, w gminie Dobrești. W 2011 roku liczyła 315 mieszkańców.